# Callirhipis onoi
Callirhipis onoi là một loài bọ cánh cứng trong họ Callirhipidae. Loài này được Blair miêu tả khoa học đầu tiên năm 1940.